# Hòa Phước
Hòa Phước là một xã thuộc huyện Hòa Vang, thành phố Đà Nẵng, Việt Nam. Xã Hòa Phước có diện tích 7,65 km², dân số năm 2018 là 13.722 người, mật độ dân số đạt 2.310 người/km², cao nhất huyện.

## Địa lý
Hòa Phước là một xã nằm ở cửa ngõ phía nam của thành phố Đà Nẵng, giáp ranh với phường Điện Ngọc, xã Điện Thắng Bắc, xã Điện Hòa (thị xã Điện Bàn, tỉnh Quảng Nam) và xã Hòa Châu (huyện Hòa Vang), phường Hòa Xuân (quận Cẩm Lệ), phường Hòa Quý (quận Ngũ Hành Sơn).

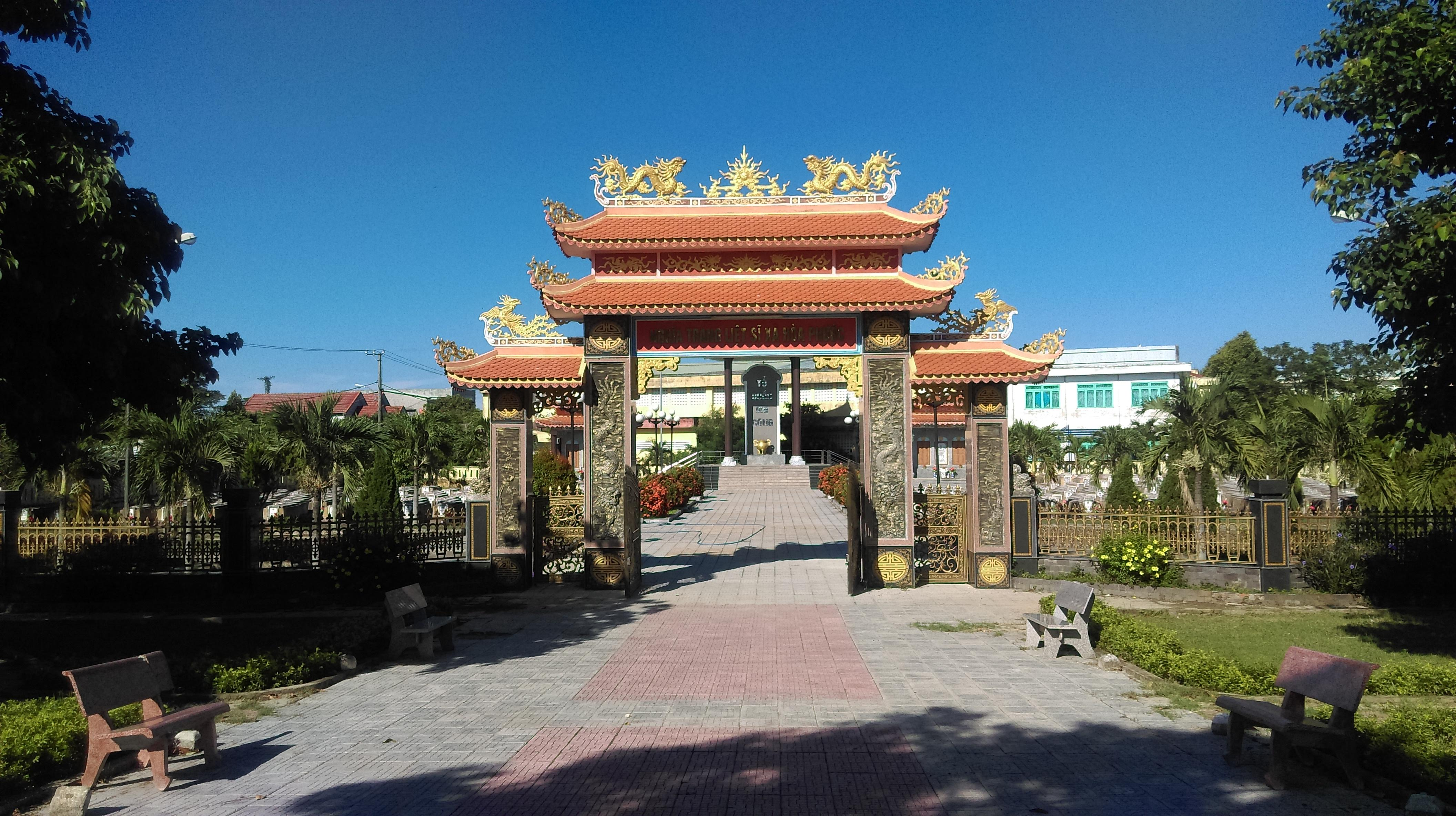
Nghĩa trang Liệt sĩ xã Hòa Phước

## Kinh tế
Hòa Phước là một trong các xã đồng bằng của huyện Hòa Vang, nằm cách trung tâm thành phố khoảng 12 km, chạy dọc theo trung tâm xã có tuyến Quốc lộ 1, tuyến đường Phạm Hùng, đường vành đai phía Nam thành phố nối liền Hòa Phước với quận Ngũ Hành Sơn, trên địa bàn xã có nhiều tuyến giao thông thuận lợi để đi vào trung tâm thành phố, tạo điều kiện kết nối, phát triển kinh tế xã hội.
Tổng diện tích tự nhiên của xã là 686,22ha, trong đó đất nông nghiệp là 271,5ha (đất lúa 147 ha), đất phi nông nghiệp là 422,35ha. Dân số toàn xã có 12.652 người, với 2.881 hộ dân. Được chia thành 10 thôn, với 57 khu dân cư. Tổng số lao động trong độ tuổi làm việc là 6.518 người, chiếm 51,52% dân số xã, trong đó lao động đã qua đào tạo nghề là 4.110 người, chiếm 63% tổng số lao động. Tỷ lệ lao động có việc làm thường xuyên trên 95%.
Trong những năm qua, Hòa Phước là một trong các xã chịu tác động lớn của quá trình đô thị hóa, do đó diện tích đất sản xuất nông nghiệp trong những năm qua thu hẹp dần, để xây dựng các công trình, dự án, quy hoạch, chỉnh trang của thành phố. Từ đó, một số người dân đã chuyển đổi ngành nghề từ nông nghiệp qua các lĩnh vực khác, tập trung vào thương mại, buôn bán, công nghiệp, tiểu thủ công nghiệp ...